# Джэксонвилл (Орегон)
Джэксонвилл (англ.  Jacksonville) — город в округе Джэксон в штате Орегон в Соединённых Штатах Америки. Некоторое время город исполнял функции административного центра округа.

## Описание
Находится в юго-западном Орегоне. Расположен вдоль ручья Джэксон-Крик, к западу от Медфорда, у подножия гор Сискию. Он начинался в 1851—1852 годах как шахтёрский лагерь с россыпными золотыми месторождениями вдоль ручья (названного в честь старателя). К 1920-м годам горнодобывающая деятельность пошла на спад вместе с населением, и, обойдённый железной дорогой, в 1927 году город уступил Медфорду свой статус (с 1884 года) как окружной центр. Однако Джэксонвилл остался наиболее сохранившимся историческим поселением Орегона и был признан национальным историческим памятником. Музей Джэксонвилла, расположен в бывшем здании окружного суда.

## Население
| 1880  | 1890  | 1900  | 1910  | 1920  | 1930  | 1940  |
| ----- | ----- | ----- | ----- | ----- | ----- | ----- |
| 839   | ↘743  | ↘653  | ↗785  | ↘489  | ↗706  | ↗761  |
| 1950  | 1960  | 1970  | 1980  | 1990  | 2000  | 2010  |
| ↗1193 | ↘1172 | ↗1611 | ↗2030 | ↘1896 | ↗2235 | ↗2785 |
| 2020  |       |       |       |       |       |       |
| ↗3020 |       |       |       |       |       |       |